# Maroc préromain et romain
 (février 2021).
Si vous disposez d'ouvrages ou d'articles de référence ou si vous connaissez des sites web de qualité traitant du thème abordé ici, merci de compléter l'article en donnant les références utiles à sa vérifiabilité et en les liant à la section « Notes et références ».
Le Maroc actuel est un pays chargé d'histoire. Si le pays fut habité par les hommes de la Préhistoire, il fut également celui des ancêtres des actuels Berbères, les Maures du temps des premiers navigateurs phéniciens, des Carthaginois , puis des Romains. Les premiers y ont laissé à travers leur civilisation ibéro-maurusienne – Homme de Mechta-Afalou – et capsienne, entre autres traces, leurs fameuses marques peintes sur les parois rocheuses des montagnes de l’Atlas. Alors que les seconds ont marqué l’histoire du pays par l’une des plus belles civilisations qu’a connues la Méditerranée occidentale dans l’Antiquité, la civilisation libyco-berbère.

## Chronologie abrégée

### Période maurétanienne

#### Première période: protohistoire et influence phénico-punique
- XIIe s : fondation de Lixus d'après les légendes gréco-romaines
- Vers 800 : fondation de Carthage
- VIIIe s : premières données archéologiques effectives sur la présence phénicienne à Lixus
- VIIe s : occupation du site de Kach Kouch[1]
- VIIe-milieu VIe : Occupation phénicienne de Mogador

#### Seconde période: l'âge des rois maures
- IIIe s : les suffètes dirigent l’administration municipale à Volubilis
- 241 : fin de la première guerre punique
- 204 : première apparition d'un roi maure, Baga, dans les textes historiques
- 201 : fin de la seconde guerre punique
- 203-148 : règne de Massinissa
- 146 : destruction de Carthage par Rome qui crée la province d'Africa
- 118-105 : guerre de Jugurtha
- 107 : alliance Jugurtha-Bocchus
- 106 : trahison et capture ainsi que livraison de Jugurtha à Sylla par Bocchus
- fin IIe s. : ouverture de la Maurétanie de l'ouest sur les courants commerciaux de la Méditerranée occidentale
- 82 : première information sur la royauté d'Ascalis à Tingi
- 80-49 : Sosus le roi Maure
- 49 : Première information dans les textes de la littérature antique sur la division de la grande Maurétanie en deux royaumes que sépare l’oued Moulouya. Une Maurétanie de l’ouest avec à sa tête le roi Bogud, et une Maurétanie de l’est dirigée par Bocchus II.
- 46 : le royaume de Juba I devient une province romaine
- 38 : Bogud se voit évincé par les Romains de son royaume et Bocchus II règne sur les deux Maurétanie. Dans la même année Tingi est devenue municipe romain.
- 33 : mort de Bocchus II

33-25 : Époque dite "interrègne". Création des trois colonies augustéennes de Iulia Valentia Banasa, Iulia Constantia Zilil et Iulia Campestris Babba.
- 25 : début du règne de Juba II
- 17 : révolte de Tacfarinas et Mazippa
- 23 : disparition de Juba II
- 24-40 : règne de Ptolémée. Fin de la guerre contre Tacfarinas qui a connu la mort dans son combat d'Auzia contre l'armée Romaine.

### Période provinciale romaine
Voir : Maurétanie Tingitane
- 40 : exécution de Ptolémée dans Lugdunum par Caius Julius Caesar Germanicus, dit Caligula et conqûete de la Maurétanie par les Romains. Révolte d'Aedemon.
- 42 : création des deux provinces romaine de tingitane et de césarienne.
- 44 : les cités de Volubilis et de Sala devenues municipes romains.